# Transports en commun de Rochefort
Ne pas confondre avec l'ancien réseau de bus intercommunal du Val-d'Oise nommé R'bus, ni avec le réseau de bus de Rambouillet nommé Rbus.
R’bus est le réseau de transports urbains qui dessert les communes de la Communauté d'agglomération Rochefort Océan.

## Historique
Ce réseau fonctionne depuis le 4 septembre 2017 et est exploité par Transdev Rochefort Océan.
Il est composé de 15 lignes, auxquelles s'ajoutent 3 lignes navette et 9 lignes scolaires.

Logo de 2005 à 2017
Logo depuis 2017

## Lignes du réseau

### Présentation
Le réseau de transport urbain R'bus est un service de transport en commun sur la commune de Rochefort.

### Lignes régulières
| Ligne      | Caractéristiques | Caractéristiques | Caractéristiques | Caractéristiques | Caractéristiques | Caractéristiques | Caractéristiques | Caractéristiques | Caractéristiques |
| A          | Tonnay-Charente (Les Fontenelles) ⥋ Rochefort (Villeneuve de Montigny) | Tonnay-Charente (Les Fontenelles) ⥋ Rochefort (Villeneuve de Montigny)                                                        | Tonnay-Charente (Les Fontenelles) ⥋ Rochefort (Villeneuve de Montigny)                                                        | Tonnay-Charente (Les Fontenelles) ⥋ Rochefort (Villeneuve de Montigny)                                                        | Tonnay-Charente (Les Fontenelles) ⥋ Rochefort (Villeneuve de Montigny)                                                        | Tonnay-Charente (Les Fontenelles) ⥋ Rochefort (Villeneuve de Montigny)                                                        | Tonnay-Charente (Les Fontenelles) ⥋ Rochefort (Villeneuve de Montigny)                                                        | Tonnay-Charente (Les Fontenelles) ⥋ Rochefort (Villeneuve de Montigny)                                                        | Tonnay-Charente (Les Fontenelles) ⥋ Rochefort (Villeneuve de Montigny)                                                        |
| ---------- | --- | --- | --- | --- | --- | --- | --- | --- | --- |
| A          | Ouverture / Fermeture — / — | Longueur — | Durée 49 min | Nb. d’arrêts 34 | Matériel Standards | Jours de fonctionnement L, Ma, Me, J, V, S                                                                                    | Jour / Soir / Nuit / Fêtes O / N / N / N                                                                                      | Voy. / an — | Exploitant Transdev Rochefort Océan                                                                                           |
| A          | Desserte : • Les Fontenelles • Fontsèche • Rue du Parc • La Fiément • Impro • Quais • Joliot Curie • Rue des Érables • Varennes • Saint-Léonard • Stade • Moulin Rose • Les Fontaines • Fraternité • Pont Rouge • Pompiers • Océane • Bassin de Plaisance • Bougainville • Gare SNCF • Avenue Wilson • Thermes • Denfert Rochereau • Roy Bry • Champlain • Anatole France • Baril • Docteur Bonnet • Belle Judith • Mermoz • Saint Exupéry / Merleau • Bois Bernard • Maréchal Leclerc • Villeneuve de Montigny •              | | | | | | | | |
| A          | Autre : - Date de dernière mise à jour : 29 août 2024. | | | | | | | | |
| A          | Dernière actualisation : — | | | | | | | | |
| B          | Breuil-Magné (La Croix) ⥋ Rochefort (Parc des Fourriers) | Breuil-Magné (La Croix) ⥋ Rochefort (Parc des Fourriers)                                                                      | Breuil-Magné (La Croix) ⥋ Rochefort (Parc des Fourriers)                                                                      | Breuil-Magné (La Croix) ⥋ Rochefort (Parc des Fourriers)                                                                      | Breuil-Magné (La Croix) ⥋ Rochefort (Parc des Fourriers)                                                                      | Breuil-Magné (La Croix) ⥋ Rochefort (Parc des Fourriers)                                                                      | Breuil-Magné (La Croix) ⥋ Rochefort (Parc des Fourriers)                                                                      | Breuil-Magné (La Croix) ⥋ Rochefort (Parc des Fourriers)                                                                      | Breuil-Magné (La Croix) ⥋ Rochefort (Parc des Fourriers)                                                                      |
| B          | Ouverture / Fermeture — / — | Longueur — | Durée 30 min | Nb. d’arrêts 24 | Matériel Standards | Jours de fonctionnement L, Ma, Me, J, V, S                                                                                    | Jour / Soir / Nuit / Fêtes O / N / N / N                                                                                      | Voy. / an — | Exploitant Transdev Rochefort Océan                                                                                           |
| B          | Desserte : • La Croix • Poste • Église • Beligon • Hôpital • Beligon • Bernadotte • AFPA • La Forêt • 8 mai 1945 • Casse aux Prêtres • Merleau / Grimaux • Guérineau • Gare SNCF • Avenue Wilson • Thermes • Denfert-Rochereau • Roy Bry • Avenue des Déportés • La Fayette • 11 novembre • Centre commercial • Le Sphinx • Parc des Fourriers • | | | | | | | | |
| B          | Autre : - Date de dernière mise à jour : 29 août 2024. | | | | | | | | |
| B          | Dernière actualisation : — | | | | | | | | |
| C          | Saint-Agnant (Les Cordries) ⥋ Rochefort (Place G. Brassens) | Saint-Agnant (Les Cordries) ⥋ Rochefort (Place G. Brassens)                                                                   | Saint-Agnant (Les Cordries) ⥋ Rochefort (Place G. Brassens)                                                                   | Saint-Agnant (Les Cordries) ⥋ Rochefort (Place G. Brassens)                                                                   | Saint-Agnant (Les Cordries) ⥋ Rochefort (Place G. Brassens)                                                                   | Saint-Agnant (Les Cordries) ⥋ Rochefort (Place G. Brassens)                                                                   | Saint-Agnant (Les Cordries) ⥋ Rochefort (Place G. Brassens)                                                                   | Saint-Agnant (Les Cordries) ⥋ Rochefort (Place G. Brassens)                                                                   | Saint-Agnant (Les Cordries) ⥋ Rochefort (Place G. Brassens)                                                                   |
| C          | Ouverture / Fermeture — / — | Longueur — | Durée 52 min | Nb. d’arrêts 32 | Matériel Minibus | Jours de fonctionnement L, Ma, Me, J, V, S                                                                                    | Jour / Soir / Nuit / Fêtes O / N / N / N                                                                                      | Voy. / an — | Exploitant Transdev Rochefort Océan                                                                                           |
| C          | Desserte : • Les Cordries • Jean Monnet • La Bridoire • BA 721 • Les Castors • Mairie • Les Ouches • Route de Monthérault • La Renaissance • Maison Blanche • La Primale • Centre Commercial • 11 novembre • La Fayette • Avenue des Déportés • Roy Bry • Denfert Rochereau • Thermes • Avenue Wilson • Gare SNCF • Guérineau • Rhin et Danube • Merleau / Grimaux • Casse aux Prêtres • 8 mai 1945 • La Forêt • AFPA • Bernadotte • La Vacherie • Pont Neuf • Libération • Place G. Brassens •                                | | | | | | | | |
| C          | Autre : - Date de dernière mise à jour : 29 août 2024. | | | | | | | | |
| C          | Dernière actualisation : — | | | | | | | | |
| D          | Rochefort (Gare SNCF) ⥋ Rochefort (Roy Bry) | Rochefort (Gare SNCF) ⥋ Rochefort (Roy Bry)                                                                                   | Rochefort (Gare SNCF) ⥋ Rochefort (Roy Bry)                                                                                   | Rochefort (Gare SNCF) ⥋ Rochefort (Roy Bry)                                                                                   | Rochefort (Gare SNCF) ⥋ Rochefort (Roy Bry)                                                                                   | Rochefort (Gare SNCF) ⥋ Rochefort (Roy Bry)                                                                                   | Rochefort (Gare SNCF) ⥋ Rochefort (Roy Bry)                                                                                   | Rochefort (Gare SNCF) ⥋ Rochefort (Roy Bry)                                                                                   | Rochefort (Gare SNCF) ⥋ Rochefort (Roy Bry)                                                                                   |
| D          | Ouverture / Fermeture — / — | Longueur — | Durée 29 min | Nb. d’arrêts 22 | Matériel Minibus | Jours de fonctionnement L, Ma, Me, J, V, S                                                                                    | Jour / Soir / Nuit / Fêtes O / N / N / N                                                                                      | Voy. / an — | Exploitant Transdev Rochefort Océan                                                                                           |
| D          | Desserte : • Gare SNCF • Guérineau • Merleau / Grimaux • Maréchal Leclerc • Bois Bernard • Saint-Exupery / Merleau • La Mauratière • Acadiens • Hendaye • Pêcheurs d'Islande • Albert Bigon • Galissonière • Petit Marseille • Boulevard Buisson • Ecole de Gendarmerie • Stade • Ledru Rollin • Chante Alouette • Paul Morchain • La Fayette • Avenue des Déportés • Roy Bry • | | | | | | | | |
| D          | Autre : - Date de dernière mise à jour : 29 août 2024. | | | | | | | | |
| D          | Dernière actualisation : — | | | | | | | | |
| E          | Saint-Coutant-le-Grand (Mairie) / Saint-Hippolyte (Calvaire) ⥋ Tonnay-Charente (Joliot Curie) / Rochefort (Merleau / Grimaux) | Saint-Coutant-le-Grand (Mairie) / Saint-Hippolyte (Calvaire) ⥋ Tonnay-Charente (Joliot Curie) / Rochefort (Merleau / Grimaux) | Saint-Coutant-le-Grand (Mairie) / Saint-Hippolyte (Calvaire) ⥋ Tonnay-Charente (Joliot Curie) / Rochefort (Merleau / Grimaux) | Saint-Coutant-le-Grand (Mairie) / Saint-Hippolyte (Calvaire) ⥋ Tonnay-Charente (Joliot Curie) / Rochefort (Merleau / Grimaux) | Saint-Coutant-le-Grand (Mairie) / Saint-Hippolyte (Calvaire) ⥋ Tonnay-Charente (Joliot Curie) / Rochefort (Merleau / Grimaux) | Saint-Coutant-le-Grand (Mairie) / Saint-Hippolyte (Calvaire) ⥋ Tonnay-Charente (Joliot Curie) / Rochefort (Merleau / Grimaux) | Saint-Coutant-le-Grand (Mairie) / Saint-Hippolyte (Calvaire) ⥋ Tonnay-Charente (Joliot Curie) / Rochefort (Merleau / Grimaux) | Saint-Coutant-le-Grand (Mairie) / Saint-Hippolyte (Calvaire) ⥋ Tonnay-Charente (Joliot Curie) / Rochefort (Merleau / Grimaux) | Saint-Coutant-le-Grand (Mairie) / Saint-Hippolyte (Calvaire) ⥋ Tonnay-Charente (Joliot Curie) / Rochefort (Merleau / Grimaux) |
| E          | Ouverture / Fermeture — / — | Longueur — | Durée 50 min | Nb. d’arrêts 23 | Matériel Standards | Jours de fonctionnement L, Ma, Me, J, V                                                                                       | Jour / Soir / Nuit / Fêtes O / N / N / N                                                                                      | Voy. / an — | Exploitant Transdev Rochefort Océan                                                                                           |
| E          | Desserte : • Mairie • Mairie • Bourg • Valentin • Église • Gabras • La Boisselière • Le Fléau • Bourg • Saint Clément • Calvaire • Ecole • Les Pibles • La Noue • Les Forges • Le Grand Géant • Champservé-le-Haut • Joliot Curie • Moulin Rose • Les Fontaines • Fraternité • Gare SNCF • Merleau / Grimaux • | | | | | | | | |
| E          | Autre : - Date de dernière mise à jour : 29 août 2024. | | | | | | | | |
| E          | Dernière actualisation : — | | | | | | | | |
| F          | Port-des-Barques (Font Renaud) ⥋ Rochefort (Merleau / Grimaux) | Port-des-Barques (Font Renaud) ⥋ Rochefort (Merleau / Grimaux)                                                                | Port-des-Barques (Font Renaud) ⥋ Rochefort (Merleau / Grimaux)                                                                | Port-des-Barques (Font Renaud) ⥋ Rochefort (Merleau / Grimaux)                                                                | Port-des-Barques (Font Renaud) ⥋ Rochefort (Merleau / Grimaux)                                                                | Port-des-Barques (Font Renaud) ⥋ Rochefort (Merleau / Grimaux)                                                                | Port-des-Barques (Font Renaud) ⥋ Rochefort (Merleau / Grimaux)                                                                | Port-des-Barques (Font Renaud) ⥋ Rochefort (Merleau / Grimaux)                                                                | Port-des-Barques (Font Renaud) ⥋ Rochefort (Merleau / Grimaux)                                                                |
| F          | Ouverture / Fermeture — / — | Longueur — | Durée 43 min | Nb. d’arrêts 26 | Matériel Standards | Jours de fonctionnement L, Ma, Me, J, V, S                                                                                    | Jour / Soir / Nuit / Fêtes O / N / N / N                                                                                      | Voy. / an — | Exploitant Transdev Rochefort Océan                                                                                           |
| F          | Desserte : • Font Renaud • Piedemont • Les Anses • Les Rouches • Les Maurines • De Gaulle • 11 novembre • Le Basset • Rue du Phare • Le Maréchat • Mairie • La Source • Les Lauriers • Châtelet • Église • Jean Moulin • La Noraudière • Centre Commercial • 11 novembre • La Fayette • Avenue des Déportés • Roy Bry • Denfert Rochereau • Thermes • Gare SNCF • Merleau / Grimaux • | | | | | | | | |
| F          | Autre : - Date de dernière mise à jour : 29 août 2024. | | | | | | | | |
| F          | Dernière actualisation : — | | | | | | | | |
| G          | Fouras (La Fumée) ⥋ Rochefort (Roy Bry) | Fouras (La Fumée) ⥋ Rochefort (Roy Bry)                                                                                       | Fouras (La Fumée) ⥋ Rochefort (Roy Bry)                                                                                       | Fouras (La Fumée) ⥋ Rochefort (Roy Bry)                                                                                       | Fouras (La Fumée) ⥋ Rochefort (Roy Bry)                                                                                       | Fouras (La Fumée) ⥋ Rochefort (Roy Bry)                                                                                       | Fouras (La Fumée) ⥋ Rochefort (Roy Bry)                                                                                       | Fouras (La Fumée) ⥋ Rochefort (Roy Bry)                                                                                       | Fouras (La Fumée) ⥋ Rochefort (Roy Bry)                                                                                       |
| G          | Ouverture / Fermeture — / — | Longueur — | Durée 45 min | Nb. d’arrêts 27 | Matériel Standards | Jours de fonctionnement L, Ma, Me, J, V, S                                                                                    | Jour / Soir / Nuit / Fêtes O / N / N / N                                                                                      | Voy. / an — | Exploitant Transdev Rochefort Océan                                                                                           |
| G          | Desserte : • La Fumée • 11 novembre • Plage Nord • Cadoret • Mairie • Plage Sud • Brossolette • Stade • Centre Commercial • Le Colombier • Les Charmilles • Les Charmilles 2 • Les Deux Moulins • Bourg • Le Coteau • Halte TER • Petit Loire • Golf • Route de La Rochelle • Mairie • Brillouet • Maréchal Leclerc • Merleau / Grimaux • Guérineau • Gare SNCF • Avenue Wilson • Thermes • Denfert Rochereau • Roy Bry • | | | | | | | | |
| G          | Autre : - Date de dernière mise à jour : 29 août 2024. | | | | | | | | |
| G          | Dernière actualisation : — | | | | | | | | |
| H          | Fouras (La Fumée) ⥋ Rochefort (Parc des Fourriers) | Fouras (La Fumée) ⥋ Rochefort (Parc des Fourriers)                                                                            | Fouras (La Fumée) ⥋ Rochefort (Parc des Fourriers)                                                                            | Fouras (La Fumée) ⥋ Rochefort (Parc des Fourriers)                                                                            | Fouras (La Fumée) ⥋ Rochefort (Parc des Fourriers)                                                                            | Fouras (La Fumée) ⥋ Rochefort (Parc des Fourriers)                                                                            | Fouras (La Fumée) ⥋ Rochefort (Parc des Fourriers)                                                                            | Fouras (La Fumée) ⥋ Rochefort (Parc des Fourriers)                                                                            | Fouras (La Fumée) ⥋ Rochefort (Parc des Fourriers)                                                                            |
| H          | Ouverture / Fermeture — / — | Longueur — | Durée 55 min | Nb. d’arrêts 37 | Matériel Standards | Jours de fonctionnement D | Jour / Soir / Nuit / Fêtes O / N / N / O                                                                                      | Voy. / an — | Exploitant Transdev Rochefort Océan                                                                                           |
| H          | Desserte : • La Fumée • 11 novembre • Plage Nord • Mairie • Plage Sud • Brossolette • Stade • Le Colombier • Les Charmilles 2 • Les Deux Moulins • Bourg • Le Coteau • Halte TER • Petit Loire • Golf • Route de La Rochelle • Mairie • Brillouet • Beligon • Hôpital • Beligon • Bernadotte • AFPA • La Forêt • 8 mai 1945 • Casse aux Prêtres • Merleau / Grimaux • Guérineau • Gare SNCF • Avenue Wilson • Thermes • Denfert Rochereau • Roy Bry • Avenue des Déportés • La Fayette • Fosse aux Mâts • Parc des Fourriers • | | | | | | | | |
| H          | Autre : - Date de dernière mise à jour : 29 août 2024. | | | | | | | | |
| H          | Dernière actualisation : — | | | | | | | | |
| la navette | Rochefort (Gare SNCF) ⥋ Rochefort (Parc des Fourriers) | Rochefort (Gare SNCF) ⥋ Rochefort (Parc des Fourriers)                                                                        | Rochefort (Gare SNCF) ⥋ Rochefort (Parc des Fourriers)                                                                        | Rochefort (Gare SNCF) ⥋ Rochefort (Parc des Fourriers)                                                                        | Rochefort (Gare SNCF) ⥋ Rochefort (Parc des Fourriers)                                                                        | Rochefort (Gare SNCF) ⥋ Rochefort (Parc des Fourriers)                                                                        | Rochefort (Gare SNCF) ⥋ Rochefort (Parc des Fourriers)                                                                        | Rochefort (Gare SNCF) ⥋ Rochefort (Parc des Fourriers)                                                                        | Rochefort (Gare SNCF) ⥋ Rochefort (Parc des Fourriers)                                                                        |
| la navette | Ouverture / Fermeture — / — | Longueur — | Durée 15 min | Nb. d’arrêts 9 | Matériel Minibus | Jours de fonctionnement L, Ma, Me, J, V, S                                                                                    | Jour / Soir / Nuit / Fêtes O / N / N / N                                                                                      | Voy. / an — | Exploitant Transdev Rochefort Océan                                                                                           |
| la navette | Desserte : • Gare SNCF • Avenue Wilson • Maison du Curiste • Jardin de la Marine • Corderie Royale • Palais des Congrès • Conservatoire • Fosse aux Mâts • Parc des Fourriers • | | | | | | | | |
| la navette | Autre : - Date de dernière mise à jour : 29 août 2024. | | | | | | | | |
| la navette | Dernière actualisation : — | | | | | | | | |

## Lignes scolaires
| Ligne | Caractéristiques | Caractéristiques                                              | Caractéristiques                                              | Caractéristiques                                              | Caractéristiques                                              | Caractéristiques                                              | Caractéristiques                                              | Caractéristiques                                              | Caractéristiques                                              |
| RPI 1 | Breuil-Magné (Ecole Primaire) ⥋ Breuil-Magné (Ecole Primaire) | Breuil-Magné (Ecole Primaire) ⥋ Breuil-Magné (Ecole Primaire) | Breuil-Magné (Ecole Primaire) ⥋ Breuil-Magné (Ecole Primaire) | Breuil-Magné (Ecole Primaire) ⥋ Breuil-Magné (Ecole Primaire) | Breuil-Magné (Ecole Primaire) ⥋ Breuil-Magné (Ecole Primaire) | Breuil-Magné (Ecole Primaire) ⥋ Breuil-Magné (Ecole Primaire) | Breuil-Magné (Ecole Primaire) ⥋ Breuil-Magné (Ecole Primaire) | Breuil-Magné (Ecole Primaire) ⥋ Breuil-Magné (Ecole Primaire) | Breuil-Magné (Ecole Primaire) ⥋ Breuil-Magné (Ecole Primaire) |
| ----- | --- | ------------------------------------------------------------- | ------------------------------------------------------------- | ------------------------------------------------------------- | ------------------------------------------------------------- | ------------------------------------------------------------- | ------------------------------------------------------------- | ------------------------------------------------------------- | ------------------------------------------------------------- |
| RPI 1 | Ouverture / Fermeture — / — | Longueur —                                                    | Durée 14 min                                                  | Nb. d’arrêts 7                                                | Matériel —                                                    | Jours de fonctionnement L, Ma, Me, J, V                       | Jour / Soir / Nuit / Fêtes O / N / N / N                      | Voy. / an —                                                   | Dépôt —                                                       |
| RPI 1 | Desserte : • BREUIL-MAGNE - Ecole Primaire • Les Essards • LOIRE-LES-MARAIS Mairie • Cacoderie • Lezs Beaudrits • Moulin de la croisée • BREUIL-MAGNE Ecole Primaire • |                                                               |                                                               |                                                               |                                                               |                                                               |                                                               |                                                               |                                                               |
| RPI 1 | Autre : - Date de dernière mise à jour : 29 août 2024. |                                                               |                                                               |                                                               |                                                               |                                                               |                                                               |                                                               |                                                               |
| RPI 1 | Dernière actualisation : — |                                                               |                                                               |                                                               |                                                               |                                                               |                                                               |                                                               |                                                               |
| RPI 2 | Saint-Coutant-le-Grand (Mairie) ⥋ Lussant (Ecole Primaire) | Saint-Coutant-le-Grand (Mairie) ⥋ Lussant (Ecole Primaire)    | Saint-Coutant-le-Grand (Mairie) ⥋ Lussant (Ecole Primaire)    | Saint-Coutant-le-Grand (Mairie) ⥋ Lussant (Ecole Primaire)    | Saint-Coutant-le-Grand (Mairie) ⥋ Lussant (Ecole Primaire)    | Saint-Coutant-le-Grand (Mairie) ⥋ Lussant (Ecole Primaire)    | Saint-Coutant-le-Grand (Mairie) ⥋ Lussant (Ecole Primaire)    | Saint-Coutant-le-Grand (Mairie) ⥋ Lussant (Ecole Primaire)    | Saint-Coutant-le-Grand (Mairie) ⥋ Lussant (Ecole Primaire)    |
| RPI 2 | Ouverture / Fermeture — / — | Longueur —                                                    | Durée 30 min                                                  | Nb. d’arrêts 5                                                | Matériel —                                                    | Jours de fonctionnement L, Ma, Me, J, V                       | Jour / Soir / Nuit / Fêtes O / N / N / N                      | Voy. / an —                                                   | Dépôt —                                                       |
| RPI 2 | Desserte : • SAINT COUTANT - Mairie • MORAGNE - Mairie • LUSSANT Ecole Primaire • MORAGNE - Mairie • LUSSANT Ecole Primaire •                                          |                                                               |                                                               |                                                               |                                                               |                                                               |                                                               |                                                               |                                                               |
| RPI 2 | Autre : - Date de dernière mise à jour : 29 août 2024. |                                                               |                                                               |                                                               |                                                               |                                                               |                                                               |                                                               |                                                               |
| RPI 2 | Dernière actualisation : — |                                                               |                                                               |                                                               |                                                               |                                                               |                                                               |                                                               |                                                               |

## Parc de véhicules
En août 2024, le parc d'autobus du réseau R'bus est composé de 42 véhicules dont 35 bus standards et 7 minibus. Au sein de cette flotte, les autres véhicules sont équipés de moteurs Diesel.

### Bus standards
| Constructeur | Modèle            | Nombre | Numéros de parc                             | Période de mise en service        | Affectation         | Observation |
| ------------ | ----------------- | ------ | ------------------------------------------- | --------------------------------- | ------------------- | ----------- |
| Irisbus      | Crossway LE City  | 14     | 5001-5003, 5005-5012, 5032-5033, 5037, 6823 | Entre août 2010 à juillet 2013    | A, B, E, F, G, H, I | –           |
| Iveco Bus    | Crossway LE City  | 15     | 5039-5053                                   | Entre juillet 2014 à juillet 2017 | A, B, E, F, G, H, I | –           |
| Setra        | S 416 LE Business | 6      | 7-8, 10-11, 14, 17                          | Entre août 2015 et décembre 2016  | G, I, J             | –           |

### Minibus
| Constructeur  | Modèle     | Nombre | Numéros de parc | Période de mise en service      | Affectation      | Observation |
| ------------- | ---------- | ------ | --------------- | ------------------------------- | ---------------- | ----------- |
| Durisotti     | Novibus II | 1      | 5038            | Septembre 2006                  | C, D, la Navette | –           |
| Mercedes-Benz | City 35    | 1      | 5041            | Décembre 2011                   | C, D, la Navette | –           |
| Vehixel       | Cytios 20  | 1      | 5031            | Août 2008                       | C, D, la Navette | –           |
| Vehixel       | Cytios 4   | 4      | 5054-5057       | Entre avril 2016 à juillet 2017 | C, D, la Navette | –           |

### Dépôts
- Le dépôt de Michel Voyages By BG Tours est situé dans la principauté, au 1 Chem. de l'Aire de Loisirs, 17300 Vergeroux
- Le dépôt de Transdev Rochefort Océan est situé dans la principauté, au 1 Chem. de la Charre, 17300 Rochefort